# الحسن صالح
الحسن صالح (انگلیسی: Al Hassan Saleh؛ زادهٔ ۲۵ ژوئن ۱۹۹۱) یک بازیکن فوتبال است.